# 로레인 게리
로레인 게리(Lorraine Gary, 본명: Lorraine Gottfried, 1937년 8월 16일 ~ )는 미국의 배우다.
뉴욕에서 태어났다.

## 출연 작품

### 영화
- 죠스 4 (1987년)
- 1941 (1979년)
- 제로 투 식스티 (1978년)
- 죠스 2 (1978년)
- 로즈 가든 (1977년)
- 죠스 (1975년) - 엘렌 브로디 역

### 텔레비전
- 아이언사이드 (1968-73)
- 형사 맥밀란 (1971-72)
- 코작 (1974)